# Die schöne Tölzerin
Die schöne Tölzerin ist ein deutscher Spielfilm aus dem Jahre 1952 des Schauspielers Richard Häussler mit Ingeborg Cornelius in der Titelrolle sowie Franziska Kinz und Paul Richter in weiteren Hauptrollen. Die Geschichte basiert auf der gleichnamigen Erzählung von Karl Weinberger.

## Handlung
Bayern im 18. Jahrhundert. Die Panduren aus Ungarn ziehen erobernd und plündernd durch das Land. Derweil vergnügt sich der Kurfürst Albrecht mit seiner Geliebten Christine, genannt Christl, einem echt bayerischen Madl aus Tölz. Als ein Krieg mit Österreich droht, entlässt er sie aus seiner Residenz Nymphenburg in ihre Heimatstadt. Vom Kurfürsten geschwängert, findet die schöne Tölzerin Unterkunft bei ihrer alten Tante, der Öffelin, einer Weinwirtin. Die handfeste, bodenständige Frau nimmt ihre Nichte auch in Schutz vor dem aufkommenden Gerede im Ort, das immer dann ausbricht, wenn eine Frau uneheliches Kind zur Welt bringt. 
Bald muss Christl die Tölzer Heimat wieder verlassen. Die Österreicher bzw. die Panduren haben in der Zwischenzeit München eingenommen. An ihrer Spitze reitet der fesche Oberst Trenck ein. Bald lernt Christine diesen Mann kennen, der sich von ihr beeindruckt zeigt. Der Husar erobert bald auch Christls Heimat Tölz. Christl eilt nach Haus, und es gelingt ihr, mit weiblicher List die Stadt vor der Vernichtung zu retten. Schließlich findet sie im Rittmeister auch denjenigen Mann, der sie liebt und heiraten möchte.

## Produktionsnotizen
Die schöne Tölzerin entstand Mitte 1952 in München-Geiselgasteig (Studio) sowie mit Außenaufnahmen in München, Bad Tölz, Innsbruck und Nymphenburg. Die Uraufführung erfolgte am 18. September 1952 im Karlstor-Kino der bayerischen Landeshauptstadt. Die Berliner Premiere war am 17. Oktober desselben Jahres.
Ottmar Ostermayr übernahm die Produktionsleitung, Carl Ludwig Kirmse schuf die Filmbauten.

## Kritiken
Im Lexikon des Internationalen Films urteilte knapp: „Mittelmäßige Unterhaltung.“
Cinema-Online meinte, die „Bajuwaren-Saga“ sei „hölzern in Szene gesetzt“.